# Затмение (фильм, 1962)
«Затме́ние» (итал. L’eclisse) — кинофильм режиссёра Микеланджело Антониони, вышедший на экраны в 1962 году. Завершает своеобразную трилогию, начатую картинами «Приключение» и «Ночь». Лента получила специальный приз жюри Каннского кинофестиваля.

## Сюжет
На рассвете понедельника 10 июля 1961 года молодая переводчица Виттория (Моника Витти) разрывает отношения с Риккардо (Франсиско Рабаль) после долгой ночи разговоров в его квартире в римском квартале всемирной выставки. Риккардо пытается убедить её остаться, говоря, что хочет сделать её счастливой, но она выключает свет в квартире, говорит, что больше не любит его, и уходит. Когда она идёт по пустынным утренним улицам, Риккардо догоняет её и провожает до её дома по адресу 307 Viale dell’Umanesimo, где они окончательно прощаются. Виттория смотрит вслед Риккардо, но он не оборачивается.
Спустя некоторое время Виттория встречается со своей матерью на римской фондовой бирже. Посетители и инвесторы нервно наблюдают, как трейдеры мечутся, дико жестикулируя и заключая сделки. Молодой биржевой маклер Пьеро (Ален Делон), подслушав инсайдерскую информацию, бросается покупать акции, а затем продаёт их с большой прибылью. Пьеро представляется Виттории, он — маклер её матери. Когда раздаётся объявление о смерти бывшего брокера от сердечного приступа с просьбой почтить его память минутой молчания, суета на бирже замирает. Во время минуты молчания телефоны продолжают звонить, а когда она заканчивается, в комнате снова вспыхивает бешеная активность. Покинув биржу, Виттория и её мать идут к овощному киоску поблизости. Виттория пытается рассказать о своих неудавшихся отношениях, но её мать больше озабочена деньгами, которые она сегодня заработала, и своими покупками.
В тот же вечер соседка Виттории Анита (Россана Рори) навещает её и они обсуждают разрыв отношений. «Я так устала, так подавлена. Разочарована и сбита с толку», — говорит ей Виттория. Другая соседка Марта (Мирелла Риччарди) звонит и приглашает их в свою квартиру неподалёку. Марта рассказывает о ферме в Кении, которой она владеет с мужем, и о том, как там красиво. Решив немного развлечься, Виттория, нанеся тёмный макияж и одевшись как африканка, танцует под африканскую музыку, Анита присоединяется к ней. Марта, однако, не в восторге и просит Витторию прекратить. Разговор приобретает неприятный характер, когда Марта говорит об «обезьянах», которые вооружаются и угрожают белому меньшинству. Ситуация разрешается, когда Зевс, собака Марты, вдруг выбегает из дома и женщины спешат за ним. Отбежав чуть дальше от подруг, Виттория обращает внимание на звук металлического ограждения на ветру. Вернувшись домой, она слышит, как Риккардо на улице зовет её, но она прячется и не отвечает ему.
На следующий день Виттория и Анита летят в Верону на небольшом самолёте. В полёте Виттория очарована облаками. В аэропорту она с детским восторгом смотрит, как взлетают и садятся самолёты. «Здесь так чудесно!» — говорит она Аните. Тем временем на бирже резко падают цены на акции. Когда Виттория приезжает на биржу, она узнаёт, что её мать только что потеряла около десяти миллионов лир. Пьеро показывает ей человека, который потерял пятьдесят миллионов. Заинтересованная Виттория следует за ним по многолюдным улицам и наблюдает, как он, купив в аптеке успокоительное, запивает его водой в уличном кафе, рисует на листке бумаги цветы и уходит. Пьеро привозит Витторию в квартиру её матери на своём спорткаре Alfa Romeo Giulietta. Виттория показывает Пьеро семейные фотографии и комнату, в которой она выросла. Пьеро пытается поцеловать её, но она уклоняется. После короткой беседы с матерью Виттории Пьеро возвращается в свой офис, где сообщает плохие новости инвесторам.
После работы Пьеро встречается с девушкой по вызову, с которой он договорился о встрече, но он разочарован тем, что она перекрасила волосы из блондинки в брюнетку. Решив не идти с нею, Пьеро приезжает к квартире Виттории и прогуливается за окном, слушая, как она печатает. Заметив его, Виттория прячется за занавеской и подглядывает за ним. Когда проходящий мимо пьяный замечает её и, поприветствовав, уходит, Пьеро заговаривает с ней. Пока они беседуют, пьяный угоняет машину Пьеро. На следующее утро Виттория и Пьеро прибывают на озеро, в котором пьяный утонул сам и утопил машину, и наблюдают, как полицейские поднимают её из воды. Витторию поражает, что Пьеро больше озабочен вмятинами и состоянием мотора, а не смертью человека. Они совершают прогулку по парку и возвращаются к квартире Виттории. Отвязав воздушный шарик от стоящей во дворе детской коляски, Виттория зовёт свою новую подругу Марту и просит её сбить из винтовки шарик, пока он не поднялся в небо, что она и делает. На прощание Пьеро целует Витторию, но она выглядит обеспокоенной. Прежде чем уйти, она бросает деревянную щепку в бочку с водой.
Вечером Виттория пытается позвонить Пьеро, но его телефон занят. Когда он, наконец, берёт трубку, Виттория не говорит ему ни слова. На следующий день, ожидая Пьеро рядом со своим домом, Виттория заглядывает в бочку с водой и видит, что щепка всё ещё там плавает. Пришедший Пьеро рассказывает, что купил новую машину, BMW, вместо Alfa Romeo. Прогуливаясь, они проходят мимо медсестры, везущей девочку в детской коляске. Пьеро привозит Витторию в квартиру своих родителей, заполненную скульптурами и предметами искусства. Пока они разговаривают, Виттория выглядит встревоженной и не отвечает на вопросы Пьеро: «Необязательно знать так много о другом человеке, чтобы любить его. Иначе и любить не стоит». Они игриво целуют друг друга через стеклянное окно, а затем страстно целуются. После того, как Пьеро случайно рвёт бретельку её платья, Виттория уходит в спальню, где разглядывает старые семейные фотографии. Выглянув в окно, она видит на улице двух проходящих монахинь, людей, разговаривающих в кафе, одинокого солдата на углу. Пьеро входит в спальню и они занимаются любовью.
Некоторое время спустя Пьеро и Виттория лежат на холме, глядя в небо. Пьеро говорит, что чувствует себя иностранцем. Виттория отвечает: «Странно, я так же воспринимаю тебя». Пьеро спрашивает её, выйдет ли она за него замуж, на что Виттория отвечает, что сыта замужеством по горло. Пьеро возражает, что она ещё не была замужем, и расстраивается, оттого что не понимает её чувств. Когда он спрашивает её, зачем она с ним встречается, Виттория говорит: «Я бы хотела не любить тебя. Или любить сильнее». Спустя некоторое время Виттория и Пьеро целуются и обнимаются, лёжа на кушетке в его кабинете, и борются на полу как дети. Когда срабатывает будильник, они прощаются, договорившись встретиться в восемь часов вечера в «обычном месте» рядом с квартирой Виттории. Но в этот вечер воскресенья 10 сентября 1961 года ни один из них не появляется в условленном месте.

## В ролях
- Моника Витти — Виттория
- Ален Делон — Пьеро
- Франсиско Рабаль — Риккардо
- Луи Сенье — Эрколи
- Лилла Бриньоне — мать Виттории
- Россана Рори — Анита
- Мирелла Риччарди — Марта